# ویکی‌پدیای ایدو
ویکی‌پدیای ایدو نسخه زبان ایدو وب‌گاه ویکی‌پدیا است.  زبان ایدو تا ۱۹ اوت ۲۰۱۱ با‌بیش‌از ۲۲,۰۰۰ مقاله در رده هفتادوهفتم ویکی‌پدیاها قرار گرفته‌است.